# Fußball-Westasienmeisterschaft
Die Fußball-Westasienmeisterschaft (englisch West Asian Football Federation Championship) ist ein Fußball-Wettbewerb des Westasiatischen Fußball-Verbandes WAFF (West Asian Football Federation), der seit 2000 eigentlich im Zweijahres-Rhythmus ausgetragen wird. 2006 sollte das Turnier im Libanon stattfinden, wurde wegen des Libanonkriegs aber abgesagt. Das Turnier von 2021 sollte wegen der Corona-Pandemie zwei Jahre später in den Vereinigten Arabischen Emiraten ausgetragen werden, wurde jedoch nach Rückzug der Emirate als Veranstalter auf einen unbestimmten Zeitpunkt verschoben.
Teilnahmeberechtigt sind die zwölf Mitgliedsverbände der WAFF. Zu den Westasienmeisterschaften werden bisweilen aber auch weitere Verbände aus der Region eingeladen. So nahmen auch schon Kasachstan und Kirgisistan an dem Turnier teil. Rekordsieger ist die Iranische Fußballnationalmannschaft, die aber seit 2014 nicht mehr teilnimmt, da die Mannschaft der Islamischen Republik Iran sich mit anderen zentralasiatischen Mannschaft zum neuen Regionalverband CAFA zusammenschloss.
Nicht zu verwechseln sind die Westasienmeisterschaften mit dem Fußballturnier, das im Rahmen der Westasienspiele (West Asian Games) ausgetragen wird, ebenso wenig wie mit dem Golfpokal, auch wenn dies ebenfalls ein Turnier westasiatischer Nationen ist (nämlich das der arabischen Anrainerstaaten des Persischen Golfs).

## Erstteilnahmen
Folgend alle Nationalmannschaften, die bisher an diesem Turnier teilgenommenen haben.
- Fett geschriebene Mannschaften wurden bei ihrer ersten Teilnahme Westasienmeister.
- Kursiv geschriebene Mannschaften waren bei ihrer ersten Teilnahme Ausrichter.
- Mannschaften in Klammern nahmen unter einem anderen Namen zum ersten Mal teil.

| Jahr(e)   | Erstteilnehmer       | Erstteilnehmer       | Erstteilnehmer       | Erstteilnehmer       |
| --------- | -------------------- | -------------------- | -------------------- | -------------------- |
| 2000      | Irak                 | Iran                 | Jordanien            | Kasachstan           |
| 2000      | Kirgisistan          | Libanon              | Palästina            | Syrien               |
| 2002      | keine Erstteilnehmer | keine Erstteilnehmer | keine Erstteilnehmer | keine Erstteilnehmer |
| 2004      | keine Erstteilnehmer | keine Erstteilnehmer | keine Erstteilnehmer | keine Erstteilnehmer |
| 2007      | keine Erstteilnehmer | keine Erstteilnehmer | keine Erstteilnehmer | keine Erstteilnehmer |
| 2008      | Katar                | Oman                 |                      |                      |
| 2010      | Bahrain              | Jemen                | Kuwait               |                      |
| 2012      | Saudi-Arabien        |                      |                      |                      |
| 2014–2019 | keine Erstteilnehmer | keine Erstteilnehmer | keine Erstteilnehmer | keine Erstteilnehmer |

## Die Turniere im Überblick
| Jordanien | Syrien |

| Syrien | Katar |

| Jemen | Irak |

| Jordanien | Palästina |

## Rangliste
| Rang                  | Land      | Titel | Jahr(e)                | 2. Platz | 3. Platz | 4. Platz |   | Finale | Halbfinale |
| --------------------- | --------- | ----- | ---------------------- | -------- | -------- | -------- | - | ------ | ---------- |
| 1                     | Iran      | 4     | 2000, 2004, 2007, 2008 | 1        | 1        |          | 5 | 6      |            |
| 2                     | Irak      | 1     | 2002                   | 3        | 1        | 1        | 4 | 7      |            |
| 3                     | Syrien    | 1     | 2012                   | 2        |          | 1        | 3 | 6      |            |
| 4                     | Bahrain   | 1     | 2019                   |          | 1        | 1        | 1 | 3      |            |
| 5                     | Kuwait    | 1     | 2010                   |          |          | 1        | 1 | 2      |            |
| 6                     | Katar     | 1     | 2014                   |          |          |          | 1 | 2      |            |
| 7                     | Jordanien |       |                        | 3        | 1        | 1        | 3 | 7      |            |
| 8                     | Oman      |       |                        |          | 1        |          |   | 1      |            |
| 9                     | Jemen     |       |                        |          |          |          |   | 1      |            |
|                       | Palästina |       |                        |          |          |          |   | 1      |            |
| Jeweilige Rekordmarke |           |       |                        |          |          |          |   |        |            |